# Staudernheim

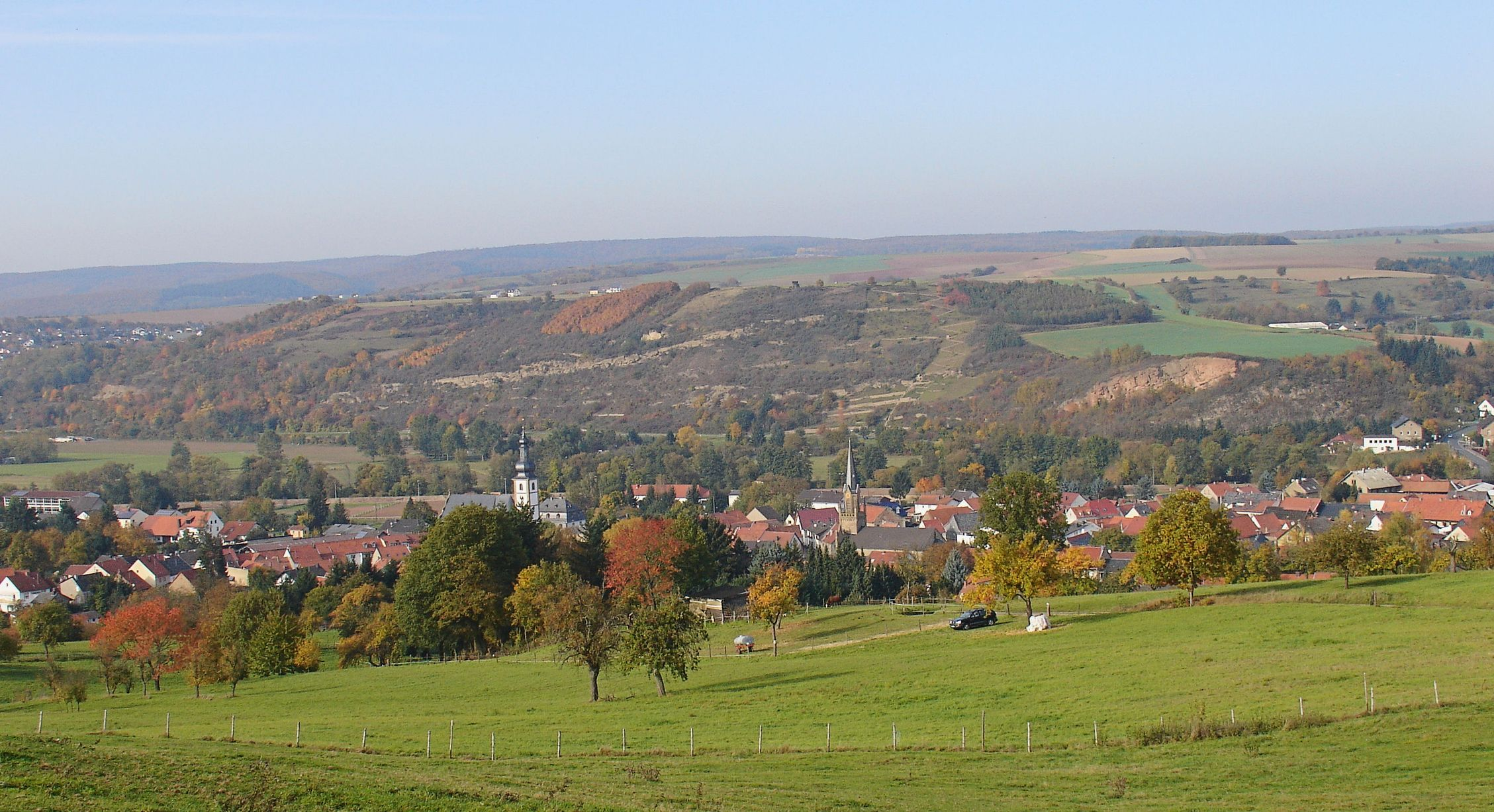
Staudernheim an der Nahe

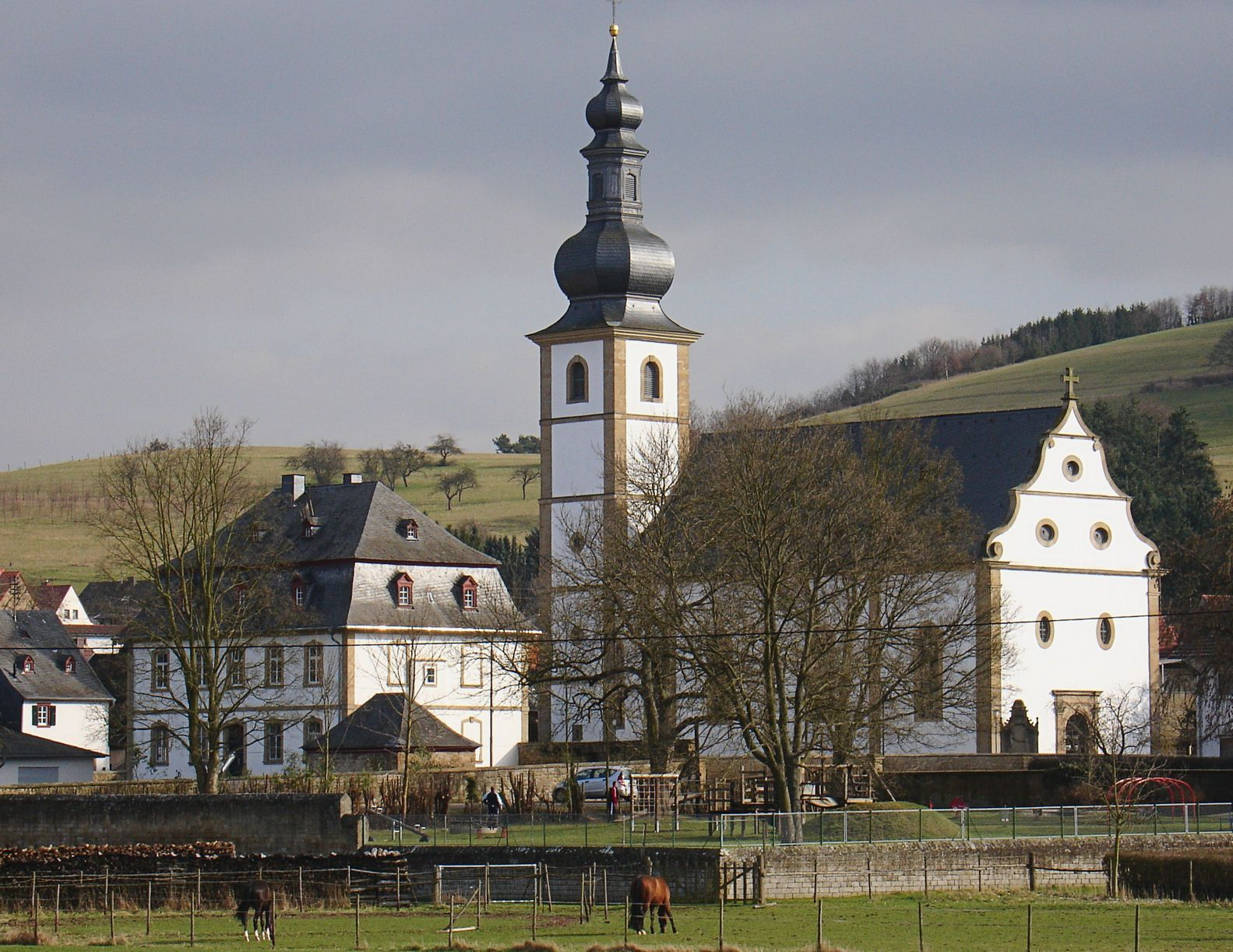
Katholische Pfarrkirche von 1768

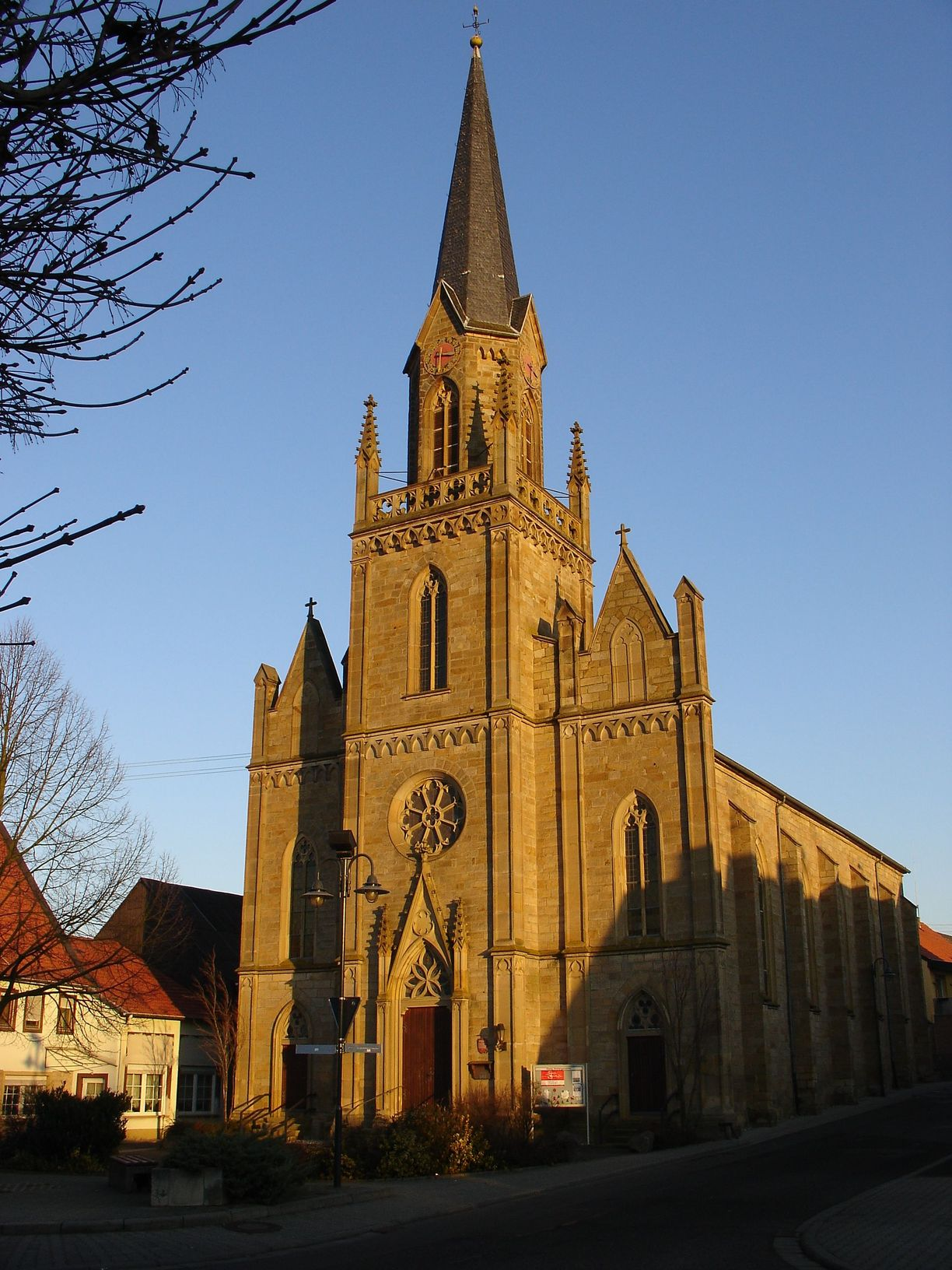
Evangelische Kirche von 1871

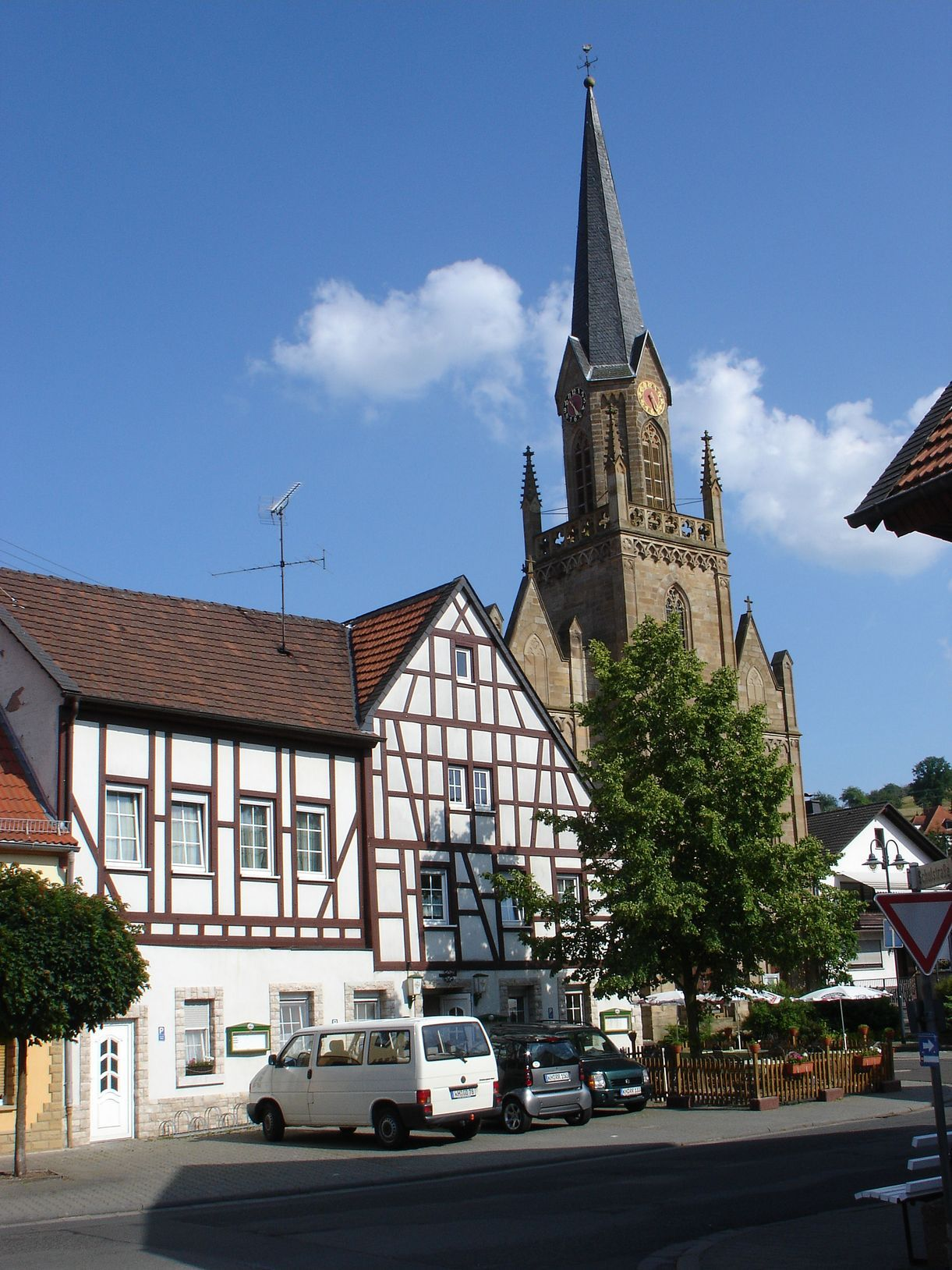
Staudernheim Ortsmittelpunkt

Staudernheim ist eine Ortsgemeinde im Landkreis Bad Kreuznach in Rheinland-Pfalz. Sie gehört der Verbandsgemeinde Nahe-Glan an. Staudernheim ist ein staatlich anerkannter Erholungsort.

## Geographie

### Lage
Zwischen Hunsrück und Pfälzer Bergland liegt die Gemeinde Staudernheim südöstlich von Bad Sobernheim am Fluss Nahe.
Zu Staudernheim gehören auch die Wohnplätze Eisenschmelze, Herrenhof und Klostermühle.

### Klima
Der Jahresniederschlag beträgt 539 mm.

## Geschichte
Die Staudernheimer Gemarkung war aufgrund ihrer günstigen Voraussetzungen wie fruchtbare Böden, mildes Klima und einer guten Verkehrslage schon in vorchristlicher und römischer Zeit besiedelt.
Auf dem nahe gelegene Disibodenberg stand eine keltisch-römische Kultstätte. Eine römische Straße führte in der Nähe bei Lettweiler und Bad Sobernheim vorbei.
Nach dem Zusammenbruch des römischen Reiches im 5. Jahrhundert und den Wirren der Völkerwanderung besiedelten Franken das Naheland.
Im 5. und 6. Jahrhundert schenkten die Merowinger dem Bistum Mainz Ländereien auf dem Disibodenberg. Ein Franke mit dem Namen „Studaro“ gründete eine Ansiedlung, aus dem sich der Ort seit dem 6. Jahrhundert entwickelte.
Um das Jahr 640 siedelte sich der irische Mönch und Missionar Disibod auf dem später nach ihm benannten Disibodenberg an. Die auf dem Berg von Bischof Bonifatius im Jahre 745 über dem Grab des heiligen Disibod errichtete Taufkirche wurde Ausgangspunkt der Missionierung des Naheraums.
Staudernheim stand schon früh kirchlich und verwaltungsmäßig unter der Obhut des Klosters und des Mainzer Erzbistums. Bis zur Aufhebung des Klosters im Jahre 1559 war die Geschichte des Dorfes eng mit der des Klosters verbunden. Der Ortsname tauchte erstmals im Jahre 1107 auf. In kirchlichen Quellen wird das Dorf 1128 und 1146 „Studernheim“ genannt. Das älteste erhaltene Gerichtssiegel aus dem 15. Jahrhundert zeigt den Hl. Laurentius als Ortsheiligen.
1240–1242 kam es zu Auseinandersetzungen zwischen dem Erzbistum Mainz und dem naheländischen Adel. Es folgte der Niedergang und die Verarmung des Klosters und damit des Dorfes.
Um 1200 besaßen die Rheingrafen, die spätere Ortsherrschaft, in Staudernheim einen Hof.
Schon 1265 wird eine erste Brücke über die Nahe genannt. Die südliche Hälfte von Oberstreit gehörte mindestens seit 1305 zu Staudernheimer Gemarkung.
In den folgenden Jahrhunderten hatten außerdem noch weitere Adlige Besitz und Herrschaftsansprüche in Staudernheim, so u. a. die Ritter von Sponheim, die Wild- und Rheingrafen, die Ritter von Steinkallenfels und die Vögte von Hunolstein.
Die Ortsherrschaft gelangte bis 1601 zu 3/8 an die Ritter von Steinkallenfels und 1778 an die Vögte von Hunolstein als deren Erben; nur 5/8 besaßen die Wild- und Rheingrafen.
Im Jahre 1515 wird ein Schultheiß als Ortsvorsteher genannt. Das lutherische Bekenntnis, dem heute noch 2/3 der Bevölkerung angehören, führten um 1550 die Rheingrafen ein.
Im Dreißigjährigen Krieg entstand 1620 wieder eine katholische Kirchengemeinde. Für die katholische Gemeinde ließ Fürst Johann Dominik von Salm-Kyrburg in den Jahren 1768–70 durch seinen Baumeister Johann Thomas Petri die heutige Pfarrkirche „St. Johannes der Täufer“ und ein Pfarrhaus bauen, das zunächst dem Kirner Piaristenkolleg unterstellt war.
Mit der Französischen Revolution fanden die Fürstenherrschaften im Naheraum ein Ende. Die Franzosen, die das Land besetzten, schufen eine neue Verwaltung. Staudernheim kam im Jahre 1798 zur Mairie Meddersheim. Nach dem Ende der französischen Herrschaft (1814) kam das Dorf 1816 zu Hessen-Homburg. Von 1816 bis 1834 war die Nahe und die Gemarkungsgrenze gegen Odernheim Staats- und Zollgrenze nach Bayern.
In den Jahren 1846–50 wurde die steinerne „Landgrafenbrücke“ über die Nahe erbaut, die die alte Brücke von 1265 ersetzte.
Seit der Anbindung an das Eisenbahnnetz im Jahre 1859 ging die Entwicklung aufwärts. Ab 1896 gab es ein Gleis zur Glantalbahn, die so genannte „Strategische Bahn“.
1866 wurde Staudernheim mit der Landgrafschaft Hessen-Homburg zunächst dem Großherzog von Hessen-Darmstadt unterstellt und dann an Preußen abgetreten; seit 1869 gehörte es zu der neuen Bürgermeisterei Meddersheim.
Nach dem Ersten Weltkrieg wurde 1918 Staudernheim und das westliche Rheinland von französischen Truppen besetzt, die 1930 wieder abziehen. 1935 kam Staudernheim verwaltungsmäßig zu Sobernheim.
Den Zweiten Weltkrieg überstand der Ort weitgehend unbeschädigt. Die Ende des Krieges gesprengte Nahebrücke wurde 1948 wieder neu aufgebaut.
Die ursprünglich landwirtschaftlich geprägte Bevölkerung arbeitet zunehmend in Industrie- und Gewerbebetrieben in Bad Sobernheim, Bad Kreuznach und im Rheintal.
In den 1950er-Jahren erfolgte der Anschluss des Dorfes an die Trinkwasserversorgung (vorher Brunnenversorgung), in den 1960er-Jahren erhielt der Ort eine Kanalisation.
Staudernheim ist in heutiger Zeit ein Wohn- und Erholungsort, der den Tourismus pflegt.

### Statistik zur Einwohnerentwicklung
Die Entwicklung der Einwohnerzahl von Staudernheim, die Werte von 1871 bis 1987 beruhen auf Volkszählungen:
| Staudernheim: Einwohnerzahlen von 1815 bis 2023 | Staudernheim: Einwohnerzahlen von 1815 bis 2023 | Staudernheim: Einwohnerzahlen von 1815 bis 2023 | Staudernheim: Einwohnerzahlen von 1815 bis 2023 | Staudernheim: Einwohnerzahlen von 1815 bis 2023 |
| ----------------------------------------------- | ----------------------------------------------- | ----------------------------------------------- | ----------------------------------------------- | ----------------------------------------------- |
| Jahr                                            |                                                 |                                                 |                                                 | Einwohner                                       |
| 1815                                            | 1815                                            |                                                 | 691                                             | 691                                             |
| 1871                                            | 1871                                            |                                                 | 1.065                                           | 1.065                                           |
| 1905                                            | 1905                                            |                                                 | 1.349                                           | 1.349                                           |
| 1939                                            | 1939                                            |                                                 | 1.353                                           | 1.353                                           |
| 1950                                            | 1950                                            |                                                 | 1.441                                           | 1.441                                           |
| 1961                                            | 1961                                            |                                                 | 1.463                                           | 1.463                                           |
| 1970                                            | 1970                                            |                                                 | 1.566                                           | 1.566                                           |
| 1987                                            | 1987                                            |                                                 | 1.592                                           | 1.592                                           |
| 1997                                            | 1997                                            |                                                 | 1.670                                           | 1.670                                           |
| 2005                                            | 2005                                            |                                                 | 1.551                                           | 1.551                                           |
| 2011                                            | 2011                                            |                                                 | 1.424                                           | 1.424                                           |
| 2017                                            | 2017                                            |                                                 | 1.370                                           | 1.370                                           |
| 2023                                            | 2023                                            |                                                 | 1.364                                           | 1.364                                           |
|                                                 |                                                 |                                                 |                                                 |                                                 |

## Politik

### Gemeinderat
Der Gemeinderat in Staudernheim besteht aus 16 Ratsmitgliedern, die bei der Kommunalwahl 2024 in einer personalisierten Verhältniswahl gewählt wurden, und dem ehrenamtlichen Ortsbürgermeister als Vorsitzendem.
Die Sitzverteilung im Gemeinderat:
| Wahl | SPD | CDU | WG | Gesamt   |
| ---- | --- | --- | -- | -------- |
| 2024 | 5   | 4   | 7  | 16 Sitze |
| 2019 | 9   | 7   | –  | 16 Sitze |
| 2014 | 9   | 7   | –  | 16 Sitze |
| 2009 | 7   | 6   | 3  | 16 Sitze |
| 2004 | 6   | 7   | 3  | 16 Sitze |

### Ortsbürgermeister
Philipp Geib (Wählergruppe Martini) wurde 2024 durch den Rat zum Ortsbürgermeister gewählt.
Die Vorgänger waren Rolf Kehl (CDU) (seit 2019) und Hans Helmich (CDU).

### Wappen
| Wappen von Staudernheim | Blasonierung: „Von Schwarz über Gold geteilt, oben ein wachsender silberner herschauender Löwe, unten ein rotes Widerkreuz.“ |
| Wappen von Staudernheim | Wappenbegründung: Staudernheim war bis um 1800 ein Lehen der Rheingrafen. Diese führten in ihrem Wappen einen auf schwarzen Untergrund herschauenden silbernen Löwen – die Rheingrafen hatten den Leoparden als Wappentier, ab 1223 auch den Löwen. Neben zwei abgekehrten aufrechten Salmen war das Wappen der Grafen von Salm (Obersalm) im roten Schild mit goldenen Widerkreuzen bestreut. Eines dieser Kreuze wurde im unteren Schild aufgenommen mit der gleichen Tingierung wie im Salm’schen Wappen. Es wurde 1980 genehmigt. |

## Kultur und Sehenswürdigkeiten

### Bauwerke
Sehenswert ist die katholische Kirche und das Pfarrhaus von 1768, die evangelische Kirche von 1871, die ehemalige Synagoge sowie das in der Nähe liegende Kloster Disibodenberg, welches zu Odernheim am Glan gehört, ein Wirkungsort der Heiligen Hildegard von Bingen.
Siehe auch: Liste der Kulturdenkmäler in Staudernheim

### Freizeiteinrichtungen und Tourismus
Der von Bad Sobernheim ausgehende Barfußpfad führt entlang der Nahe über Staudernheimer Gebiet. In der Nähe des Staudernheimer Bahnhofes liegt der Start-/Endpunkt der Draisinenbahn durch das Glantal.

## Wirtschaft und Infrastruktur

### Verkehr
Staudernheim liegt im Rhein-Nahe-Nahverkehrsverbund. Der Bahnhof Staudernheim liegt an der Nahetalbahn Saarbrücken–Mainz. Dort halten stündlich sowohl die Regionalbahn Idar-Oberstein–Mainz wie auch der Regional-Express Saarbrücken–Mainz/Frankfurt am Main. Östlich des Bahnhofs kürzt die zweigleisige, nicht elektrifizierte Bahnstrecke eine Naheschleife mit dem 424 Meter langen „Booser Tunnel“ ab, der auf Staudernheimer Gebiet liegt.
Die Buslinie 260 des Omnibusverkehrs Rhein-Nahe verkehrt von Bad Sobernheim über Staudernheim und Odernheim nach Lauterecken und ersetzt damit die auf diesem Abschnitt in den 80er-Jahren stillgelegte Glantalbahn, die jetzt nur noch von Touristen mit Draisinen befahren wird.
Die Bundesstraße 41, die in etwa parallel zur Nahetalbahn verläuft, passiert Staudernheim wenige Kilometer nördlich.

### Öffentliche Einrichtungen
Grundschule, Kindergarten, Freiwillige Feuerwehr, Gemeindehaus, Sportplatz.

## Persönlichkeiten

### Söhne und Töchter
- Johann Georg Geib (1739–1818), Orgelbauer
- Ernst Schmitt (1896–1972), Politiker (NSDAP)

### Persönlichkeiten die vor Ort leben, wirken, wirkten oder verstarben
- Bettina Dickes (* 1971), Politikerin und Abgeordnete des Landtags von Rheinland-Pfalz, lebte in Staudernheim.